# Salomé dansant devant Hérode (Moreau, 1876)
Salomé ou Salomé dansant devant Hérode est une peinture à l'huile réalisée en 1876 par l'artiste symboliste français Gustave Moreau. Le sujet est tiré du Nouveau Testament, représentant Salomé - la fille d'Hérode II et d'Hérodias dansant devant Hérode Antipas.
Il a fallu sept ans à Moreau pour peindre ce tableau. Il a fait sensation lorsqu'il a été exposé pour la première fois à Paris au Salon de 1876 et est sans doute l'une des œuvres les plus importantes de Moreau,. La peinture est conservée aujourd'hui au Hammer Museum de Los Angeles, aux États-Unis, où une exposition consacrée à cette peinture (A Strange Magic: Gustave Moreau's Salome) a eu lieu en 2012.

## Description
L'œuvre représente un magnifique palais extraordinairement orné, où Salomé debout sur la pointe des pieds, exécute une danse pour Hérode. Elle porte un costume somptueusement orné de bijoux, tenant une fleur de lotus dans sa main droite et étendant l'autre main dans un geste rigide. Elle semble figée, ou tout au plus en mouvement dans une marche morte. Au milieu, le roi Hérode tourné vers l'avant et assis sur le trône, avec un bourreau debout à droite, un musicien et Hérodias à gauche.
Le point le plus étonnant de ce travail est la fusion de différents éléments culturels. Celles-ci ont été associées à la basilique Sainte-Sophie d'Istanbul, à l'Alhambra de Grenade, à la mosquée-cathédrale de Cordoue et à plusieurs cathédrales médiévales. Des motifs ont été identifiés dans l'art et la culture étrusques, romains, égyptiens, indiens et chinois.

## Sujet
Salomé était la fille d'Hérode II et d'Hérodias. Selon l'Évangile de Marc, le roi Hérode a organisé une fête le jour de son anniversaire pour ses nobles, les officiers supérieurs et les chefs de Galilée. La fille d'Hérodias entra et dansa, faisant plaisir à Hérode et à ceux qui étaient assis avec lui. Le roi a dit à la jeune fille: "Demandez-moi tout ce que vous voulez, et je vous le donnerai." Alors elle est sortie et a dit à sa mère: "Que dois-je demander?" Elle a dit: "La tête de Jean-Baptiste!" Immédiatement, elle entra avec hâte chez le roi et lui demanda: «Je veux que tu me donnes tout de suite la tête de Jean-Baptiste sur un plateau. Le roi envoie un bourreau et ordonne d'amener la tête de Jean. Le bourreau est allé décapiter Jean-Baptiste en prison, a apporté sa tête sur un plateau et l'a donné à la jeune fille; et la fille l'a donné à sa mère.

Le nom de la fille du roi Hérode n'est pas mentionné dans le Nouveau Testament, mais il s'agit de Salomé selon les Antiquités judaïques de Flavius Josèphe. Salomé est devenue largement connue comme femme fatale à travers les siècles, et a inspiré de nombreux artistes. Le sujet est devenu à la mode à la fin du XIXe siècle et se retrouve avec L'Apparition de Moreau. Il a déclenché un engouement pour Salomé durant le XXe siècle, imprégnant toutes les formes d'art. Oscar Wilde a également écrit en 1891 une pièce intitulée Salomé. 

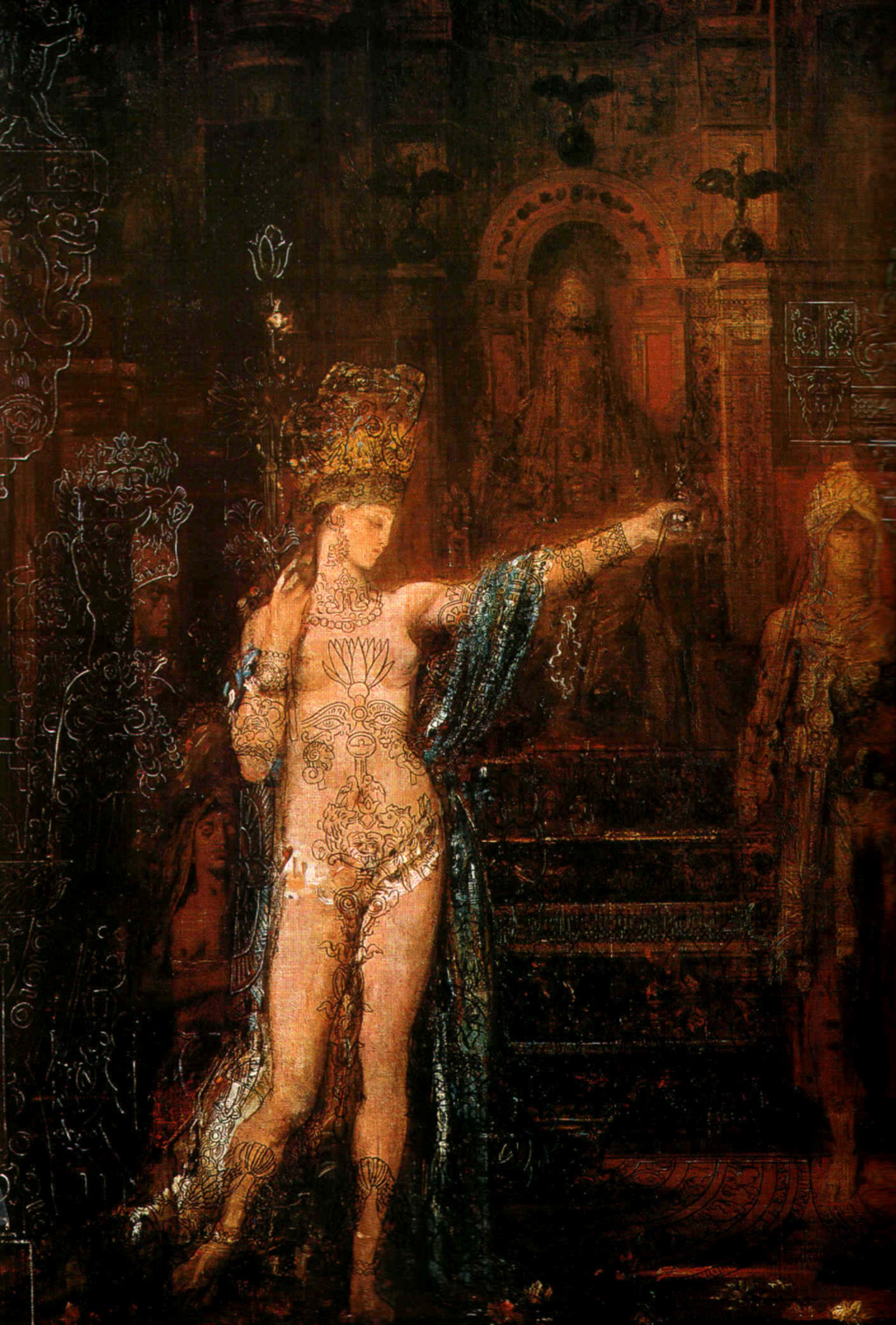
Salomé dansant, également connu sous le nom de Salomé tatouée, huile sur toile (non daté)
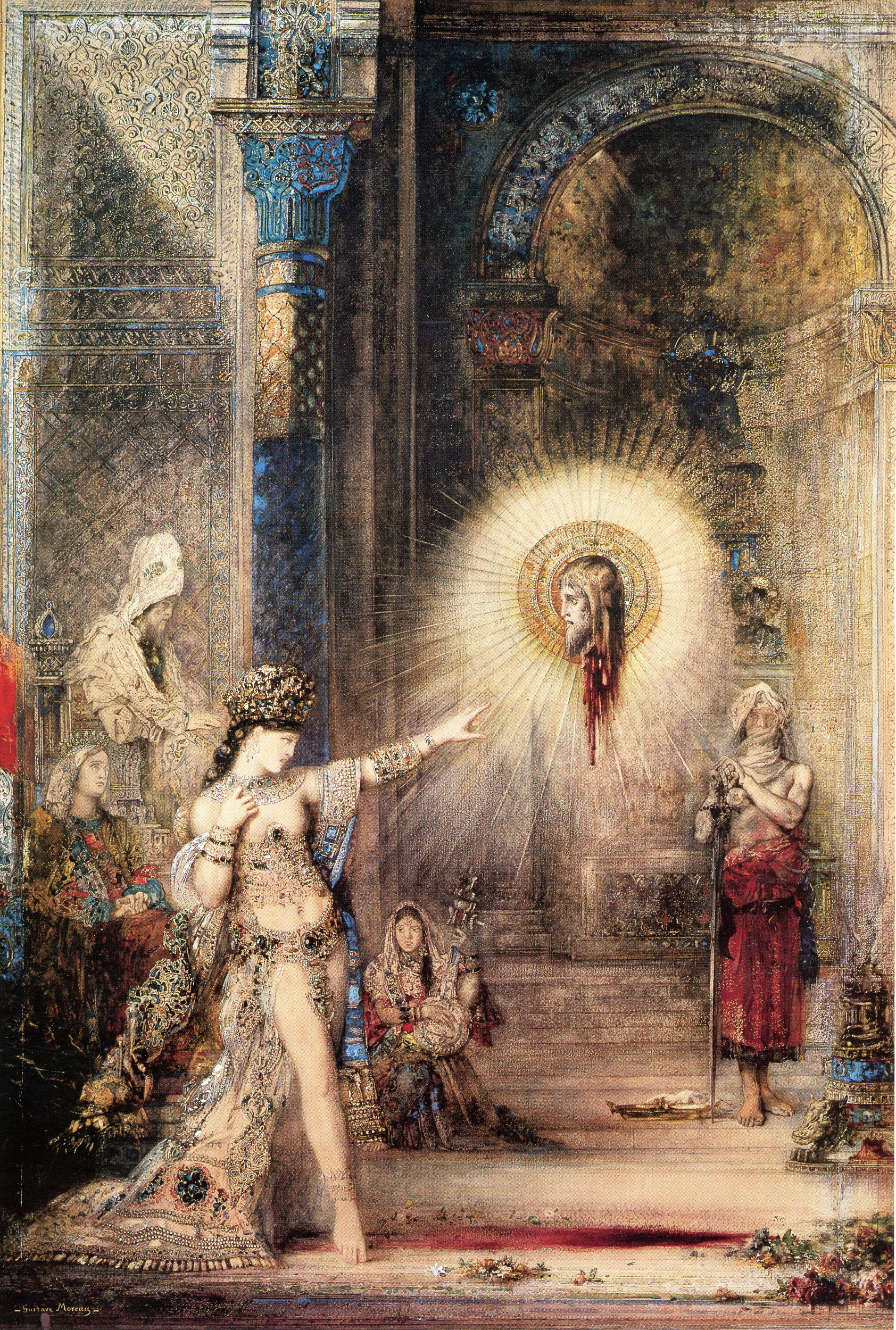
L'apparition, aquarelle (1876)
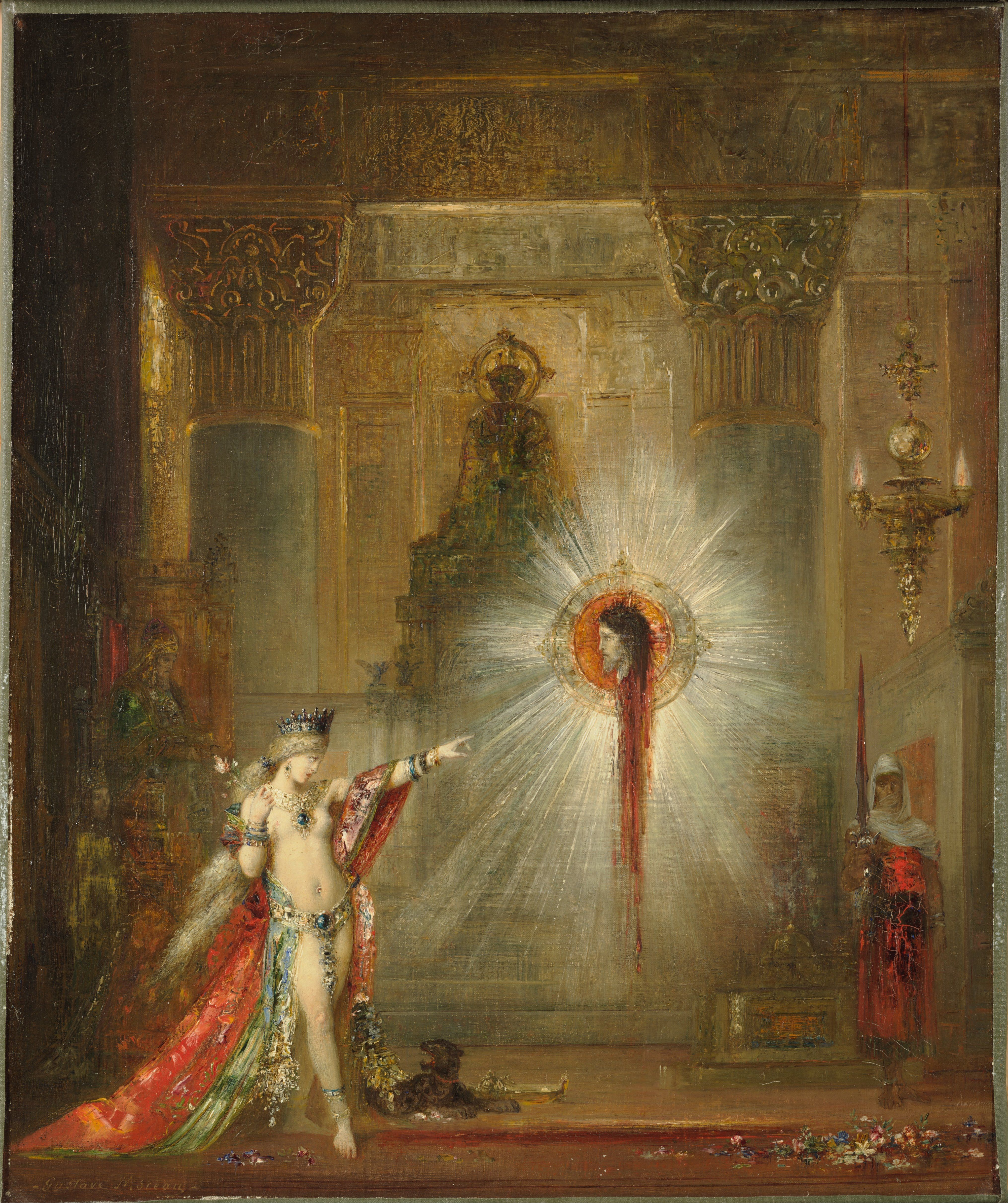
L'apparition, huile sur toile (1876/1877)